# Jaroslav Čermák (odbojář)
Jaroslav Čermák (30. července 1929 Odolena Voda – 10. března 2011 Poděbrady) byl osobností francouzského protinacistického odboje českého původu. Byl také jedním z vězňů komunistického režimu v Československu.

## Životopis
Jako kluk chodil do skautu (1937), po vypuknutí války byl totálně nasazen v Třetí říši v továrně, kam byli přidělování i francouzští váleční zajatci. Zde se stal spojkou mezi nimi a příslušníky francouzského hnutí odporu a pomáhal zorganizovat útěk pěti francouzských důstojníků, s nimiž společně se dvěma kamarády uprchl též. Nejprve bojoval proti Němcům spolu s francouzskými partyzány v pohoří Jura, posléze pak v řadách regulérní francouzské armády, obdržel pas spojeneckého vojáka a prozatímní státní občanství. Někdy v této době onemocněl malárií.
Po konci války se vrátil do Československa, kde pracoval pro ministerstvo vnitra (jeho úkolem bylo hledat a usvědčovat kolaboranty). Jeho ostré spory s komunisticky orientovanými nadřízenými, kteří ovlivňovali vyšetřování a využívali je ve svůj prospěch, ho nakonec přivedly k rezignaci a definitivnímu odchodu do Francie, kde se po roce 1948 rozhodl zůstat natrvalo.
Po odsloužení základní vojenské služby ve francouzské armádě bojoval v řadách Cizinecké legie mimo jiné v Alžíru a ve Vietnamu, ale posléze byl z armády propuštěn, neboť mu teplé počasí zhoršovalo projevy nemoci. Dostal 20% důchod a zaměstnání v tajných službách. V roce 1953 byl přidělen do pohraniční oblasti okolo Železné Rudy, kde měl vést evidenci lidí prchajících z Československa před komunismem.
Krátce poté požádal o návštěvu rodičů v Československu, ale ta mu byla odepřena s tím, že už nemá československé státní občanství a jeho pobyt je nežádoucí.
V roce 1954 jej agenti StB unesli z Německa do Československa. Po krutém mučení byl přes protesty Francie odsouzen za údajnou velezradu k trestu smrti, který byl po protestech Francie změněn na 18 let vězení. Byl vězněn v jáchymovských uranových dolech a posléze v Leopoldově. Během věznění mu byla odpírána léčba a byl nucen pracovat i v průběhu malarických záchvatů. Propuštěn byl podmínečně v roce 1964 a v roce 1969 emigroval do tehdejší NSR. Ve druhé polovině 70. let se vrátil do tehdejší ČSSR a pracoval jako kvalifikovaný dělník.
Byl dvakrát ženatý, z prvního manželství měl dceru Dagmar, ze druhého dceru Helenu a syna Jana.
Zemřel 10. března 2011 během lázeňského pobytu v Poděbradech.
Byl též přezdívaný De Gaulle.